# Monika Führer (Medizinerin)
Monika Führer (* 1961 in Gräfelfing) ist eine deutsche Palliativmedizinerin. 
Führer wurde 1993 an der Universität München promoviert. Von 2002 bis 2008 war sie Leiterin des Bereichs Knochenmarktransplantation am Dr. von Haunerschen Kinderspital. Seit 2009 ist sie Professorin für Kinderpalliativmedizin an der LMU München. Auf ihre Initiative hin wurde das 2016 eröffnete Kinderpalliativzentrum am Klinikum Großhadern gebaut, das erste Kinderpalliativzentrum Süddeutschlands.
2014 wurde sie mit dem Bayerischen Verdienstorden ausgezeichnet. 2021 erhielt sie das Bundesverdienstkreuz 1. Klasse.